# 71. Golden Globe-gála
A 71. Golden Globe-gálára 2014. január 12-én, vasárnap került sor; az NBC televíziós csatorna élőben közvetítette. A 2013-ban mozikba, vagy képernyőkre került amerikai filmeket, illetve televíziós sorozatokat díjazó rendezvényt a kaliforniai Beverly Hillsben, a Beverly Hilton Hotelben tartották meg, a Hollywoodi Külföldi Tudósítók Szövetsége és a Dick Clark Productions szervezésében. A díjátadó házigazdái – az előző évhez hasonlóan – Tina Fey és Amy Poehler színésznők voltak.
A jelöltek listáját 2013. december 12-én hozták nyilvánosságra. Az erről szóló bejelentést Zoë Saldana, Olivia Wilde és Aziz Ansari tette meg.
A mozifilmek versenye kiegyensúlyozott volt: egyik film sem kapott kiugróan sok elismerést. A legeredményesebb az Amerikai botrány volt (7 jelölésből 3 díj), a többi nagy esélyes egy-egy díjat söpörhetett be. A legjobb filmdráma a 12 év rabszolgaság lett, azonban az előzetes latolgatásokkal ellentétben csupán ezt a díjat kapta meg a hét jelölésből. A televíziós alkotások közül az előző évi nyertesekből egyik sem tudott duplázni, a legjobb drámai sorozat díját a Totál szívás című tévésorozat, míg a legjobb vígjátékét egy 2013-as, vadonatúj  sorozat, a Brooklyn 99 – Nemszázas körzet kapta.
„A szórakoztatás világához történt kiemelkedő hozzájárulásáért” Woody Allen színész-rendezőnek ítélték oda a Cecil B. DeMille-életműdíjat, amelyet – mivel ő nem szokott a díjátadókon részt venni – korábbi élettársa, és számos filmjének főszereplője, Diane Keaton vett át.

## Jelölések és díjak

### Filmek
A nyertesek a táblázat első sorában, félkövérrel vannak jelölve.
| Legjobb filmes díjak | Legjobb filmes díjak |
| Legjobb filmdráma | Legjobb vígjáték vagy zenés film |
| --- | --- |
| - 12 év rabszolgaság - Phillips kapitány - Gravitáció - Philomena – Határtalan szeretet - Hajsza a győzelemért                                                                          | - Amerikai botrány - A nő - Llewyn Davis világa - Nebraska - A Wall Street farkasa |
| Legjobb filmes alakítások (filmdráma) | |
| Színész | Színésznő |
| - Matthew McConaughey – Mielőtt meghaltam - Chiwetel Ejiofor – 12 év rabszolgaság - Idris Elba – Mandela - Tom Hanks – Phillips kapitány - Robert Redford – Minden odavan               | - Cate Blanchett – Blue Jasmine - Sandra Bullock – Gravitáció - Judi Dench – Philomena – Határtalan szeretet - Emma Thompson – Banks úr megmentése - Kate Winslet – Nyárutó |
| Legjobb filmes alakítások (vígjáték vagy zenés film) | |
| Színész | Színésznő |
| - Leonardo DiCaprio – A Wall Street farkasa - Christian Bale – Amerikai botrány - Bruce Dern – Nebraska - Oscar Isaac – Llewyn Davis világa - Joaquin Phoenix – A nő                    | - Amy Adams – Amerikai botrány - Julie Delpy – Mielőtt éjfélt üt az óra - Greta Gerwig – Frances Ha - Julia Louis-Dreyfus – Exek és szeretők - Meryl Streep – Augusztus Oklahomában |
| Legjobb mellékszereplők (filmdráma, vígjáték vagy zenés film) | |
| Színész | Színésznő |
| - Jared Leto – Mielőtt meghaltam - Barkhad Abdi – Phillips kapitány - Daniel Brühl – Hajsza a győzelemért - Bradley Cooper – Amerikai botrány - Michael Fassbender – 12 év rabszolgaság | - Jennifer Lawrence – Amerikai botrány - Sally Hawkins – Blue Jasmine - Lupita Nyong'o – 12 év rabszolgaság - Julia Roberts – Augusztus Oklahomában - June Squibb – Nebraska |
| Egyéb | |
| Legjobb rendező | Legjobb forgatókönyv |
| - Alfonso Cuarón – Gravitáció - Paul Greengrass – Phillips kapitány - Steve McQueen – 12 év rabszolgaság - Alexander Payne – Nebraska - David O. Russell – Amerikai botrány             | - A nő – Spike Jonze - Philomena – Határtalan szeretet – Steve Coogan és Jeff Pope - Nebraska – Bob Nelson - 12 év rabszolgaság – John Ridley - Amerikai botrány – Eric Warren Singer és David O. Russell |
| Legjobb eredeti filmzene | Legjobb eredeti filmbetétdal |
| - Minden odavan – Alex Ebert - Mandela – Alex Heffes - Gravitáció – Steven Price - A könyvtolvaj – John Williams - 12 év rabszolgaság – Hans Zimmer                                     | - Mandela – „Ordinary Love” (U2 és Danger Mouse) - Az éhezők viadala: Futótűz – „Atlas” (Coldplay) - Jégvarázs – „Let It Go” (Kristen Anderson-Lopez és Robert Lopez) - Llewyn Davis világa – „Please Mr. Kennedy” (Ed Rush, George Cromarty, T Bone Burnett, Justin Timberlake, Joel Coen és Ethan Coen) - A hang ereje – „Sweeter Than Fiction” (Taylor Swift és Jack Antonoff) |
| Legjobb animációs film | Legjobb idegen nyelvű film |
| - Jégvarázs - Croodék - Gru 2. | - A nagy szépség – Olaszország (olaszul) - Adèle élete – 1-2. fejezet – Franciaország (franciául) - A vadászat – Dánia (dánul) - A múlt – Irán, Franciaország (franciául) - Kaze tacsinu – Japán (japánul) |

### Televíziós alkotások
A nyertesek a táblázat első sorában, félkövérrel vannak jelölve. Az előző évben nyertes televíziós sorozatokra a „ ♕ ” jel emlékeztet.
| Legjobb televíziós sorozatok | Legjobb televíziós sorozatok |
| Filmdráma | Vígjáték vagy zenés film |
| --- | --- |
| - Breaking Bad – Totál szívás - Downton Abbey - A férjem védelmében - Kártyavár - Masters of Sex                                                                                        | - Brooklyn 99 – Nemszázas körzet - Agymenők - Csajok ♕ - Modern család - Városfejlesztési osztály                                                                                                  |
| Minisorozat vagy tévéfilm | |
| - Túl a csillogáson - Amerikai Horror Story: Boszorkányok - Dancing on the Edge - A tó tükre - A fehér királyné                                                                         | |
| Legjobb alakítás televíziós sorozatban (filmdráma) | |
| Színész | Színésznő |
| - Bryan Cranston – Breaking Bad – Totál szívás - Michael Sheen – Masters of Sex - Liev Schreiber – Ray Donovan - Kevin Spacey – Kártyavár - James Spader – Feketelista                  | - Robin Wright – Kártyavár - Julianna Margulies – A férjem védelmében - Tatiana Maslany – Sötét árvák - Taylor Schilling – Narancs az új fekete - Kerry Washington – Botrány                       |
| Legjobb alakítás televíziós sorozatban (vígjáték vagy zenés film) | |
| Színész | Színésznő |
| - Andy Samberg – Brooklyn 99 – Nemszázas körzet - Jason Bateman – Az ítélet: család - Don Cheadle – Gátlástalanok ♕ - Michael J. Fox – The Michael J. Fox Show - Jim Parsons – Agymenők | - Amy Poehler – Városfejlesztési osztály - Zooey Deschanel – Új csaj - Lena Dunham – Csajok ♕ - Edie Falco – Jackie nővér - Julia Louis-Dreyfus – Az alelnök                                       |
| Legjobb alakítás minisorozatban vagy tévéfilmben | |
| Színész | Színésznő |
| - Michael Douglas – Túl a csillogáson - Matt Damon – Túl a csillogáson - Chiwetel Ejiofor – Dancing on the Edge - Idris Elba – Luther - Al Pacino – Phil Spector                        | - Elisabeth Moss – A tó tükre - Helena Bonham Carter – Burton and Taylor - Rebecca Ferguson – A fehér királyné - Jessica Lange – Amerikai Horror Story: Boszorkányok - Helen Mirren – Phil Spector |
| Legjobb mellékszereplő televíziós sorozatban, minisorozatban vagy tévéfilmben | |
| Mellékszereplő színész | Mellékszereplő színésznő |
| - Jon Voight – Ray Donovan - Josh Charles – A férjem védelmében - Rob Lowe – Túl a csillogáson - Aaron Paul – Breaking Bad – Totál szívás - Corey Stoll – Kártyavár                     | - Jacqueline Bisset – Dancing on the Edge - Janet McTeer – A fehér királyné - Hayden Panettiere – Nashville - Monica Potter – Vásott szülők - Sofía Vergara – Modern család                        |

## Különdíjak

### Cecil B. DeMille-életműdíj
- Jodie Foster

### Miss Golden Globe
- Sosie Bacon [4]

## Többszörös jelölések és elismerések
Mozifilmek
| Jelölés | Díj | Cím                             |
| ------- | --- | ------------------------------- |
| 7       | 3   | Amerikai botrány                |
| 7       | 1   | 12 év rabszolgaság              |
| 5       | 0   | Nebraska                        |
| 4       | 1   | Gravitáció                      |
| 4       | 0   | Phillips kapitány               |
| 3       | 1   | A nő                            |
| 3       | 1   | Mandela                         |
| 3       | 0   | Llewyn Davis világa             |
| 3       | 0   | Philomena – Határtalan szeretet |
| 2       | 2   | Mielőtt meghaltam               |
| 2       | 1   | A Wall Street farkasa           |
| 2       | 1   | Blue Jasmine                    |
| 2       | 1   | Jégvarázs                       |
| 2       | 1   | Minden odavan                   |
| 2       | 0   | Augusztus Oklahomában           |
| 2       | 0   | Hajsza a győzelemért            |

Televíziós filmek
| Jelölés | Díj | Cím                            |
| ------- | --- | ------------------------------ |
| 5       | 1   | House of Cards                 |
| 4       | 2   | Túl a csillogáson              |
| 3       | 2   | Totál szívás                   |
| 3       | 1   | Dancing on the Edge            |
| 3       | 0   | A fehér királyné               |
| 3       | 0   | A férjem védelmében            |
| 2       | 2   | Brooklyn 99 – Nemszázas körzet |
| 2       | 1   | Ray Donovan                    |
| 2       | 1   | Top of the Lake                |
| 2       | 1   | Városfejlesztési osztály       |
| 2       | 0   | Agymenők                       |
| 2       | 0   | Amerikai Horror Story: Coven   |
| 2       | 0   | Csajok                         |
| 2       | 0   | Masters of Sex                 |
| 2       | 0   | Modern család                  |
| 2       | 0   | Phil Spector                   |

Személyek
| Jelölés | Díj | Név                         |
| ------- | --- | --------------------------- |
| 0       | 0   | Nem volt többszörös jelölt. |

## Díjátadó személyek
A jelöltek ismertetésében és a díjak átadásában az alábbi hírességek vettek részt.
- Sandra Bullock és Tom Hanks – legjobb női mellékszereplő
- Mila Kunis és Channing Tatum – legjobb mellékszereplő színésznő (televíziós sorozat, televíziós minisorozat vagy tévéfilm)
- Naomi Watts és Mark Ruffalo – legjobb televíziós minisorozat vagy tévéfilm, valamint legjobb színésznő (televíziós minisorozat vagy tévéfilm)
- Matt Damon – Phillips kapitány
- Margot Robbie és Jonah Hill – A Wall Street farkasa
- Paula Patton és Aaron Eckhart – legjobb színész, televíziós sorozat (dráma), valamint Legjobb televíziós sorozat (dráma)
- Steve Coogan et Philomena Lee – Philomena – Határtalan szeretet
- Kate Beckinsale, Sean Combs és Usher – legjobb eredeti filmzene, valamint legjobb eredeti betétdal
- Amber Heard, Taylor Kinney és Jesse Spencer – legjobb színész, televíziós sorozat (musical vagy vígjáték)
- Olivia Wilde – A nő
- Robert Downey Jr. – legjobb színésznő, televíziós sorozat (musical vagy vígjáték)
- Kevin Bacon és Kyra Sedgwick – legjobb színésznő, televíziós sorozat (dráma), valamint Miss Golden Globe
- Jim Carrey – Amerikai botrány
- Christoph Waltz – legjobb férfi mellékszereplő
- Emma Thompson – legjobb forgatókönyv
- Laura Dern – Nebraska
- Julie Bowen és Seth Meyers – legjobb színész, televíziós sorozat (musical vagy vígjáték)
- Orlando Bloom és Zoë Saldana – legjobb idegen nyelvű film
- Jimmy Fallon és Melissa McCarthy – legjobb színész (televíziós minisorozat vagy tévéfilm)
- Chris Pine és Emma Watson – legjobb animációs film
- Colin Farrell – Llewyn Davis világa
- Emilia Clarke és Chris O’Donnell – legjobb színésznő, televíziós sorozat (musical vagy vígjáték)
- Emma Stone – Cecil B. DeMille Award
- Liam Neeson – Gravitáció
- Ben Affleck – legjobb filmrendező
- Uma Thurman és Chris Evans – legjobb televíziós sorozat (musical vagy vígjáték)
- Jennifer Lawrence – legjobb színész, televíziós sorozat (musical vagy vígjáték)
- Reese Witherspoon – 12 év rabszolgaság
- Chris Hemsworth és Niki Lauda – Hajsza a győzelemért
- Drew Barrymore – legjobb komédia vagy musical
- Leonardo DiCaprio – legjobb színésznő (dráma)
- Jessica Chastain – legjobb színész (dráma)
- Johnny Depp – legjobb filmdráma